# NGC 4346
NGC 4346 este o galaxie lenticulară situată în constelația Câinii de Vânătoare. A fost descoperită în 1 aprilie 1788 de către William Herschel. Se află la o distanță de 14,06 megaparseci de Pământ.